# Кёниг, Александер
Александер Кёниг (нем. Alexander König; род. 23 августа 1966, Айленбург, Лейпциг) — немецкий фигурист, выступавший в одиночном катании и в парном катании с Пегги Шварц, сначала за ГДР, а позже за объединённую Германию. В парном катании чемпион ГДР 1988 года, чемпион Германии 1992 года, бронзовый призёр чемпионата Европы 1988 года. В настоящее время — тренер по фигурному катанию в Оберстдорфе, а также технический специалист ИСУ и судья ИСУ международной категории. Подготовил победителей Олимпийских игр-2018 в Пхенчхане спортивную пару Алёна Савченко-Бруно Массо.

## Карьера

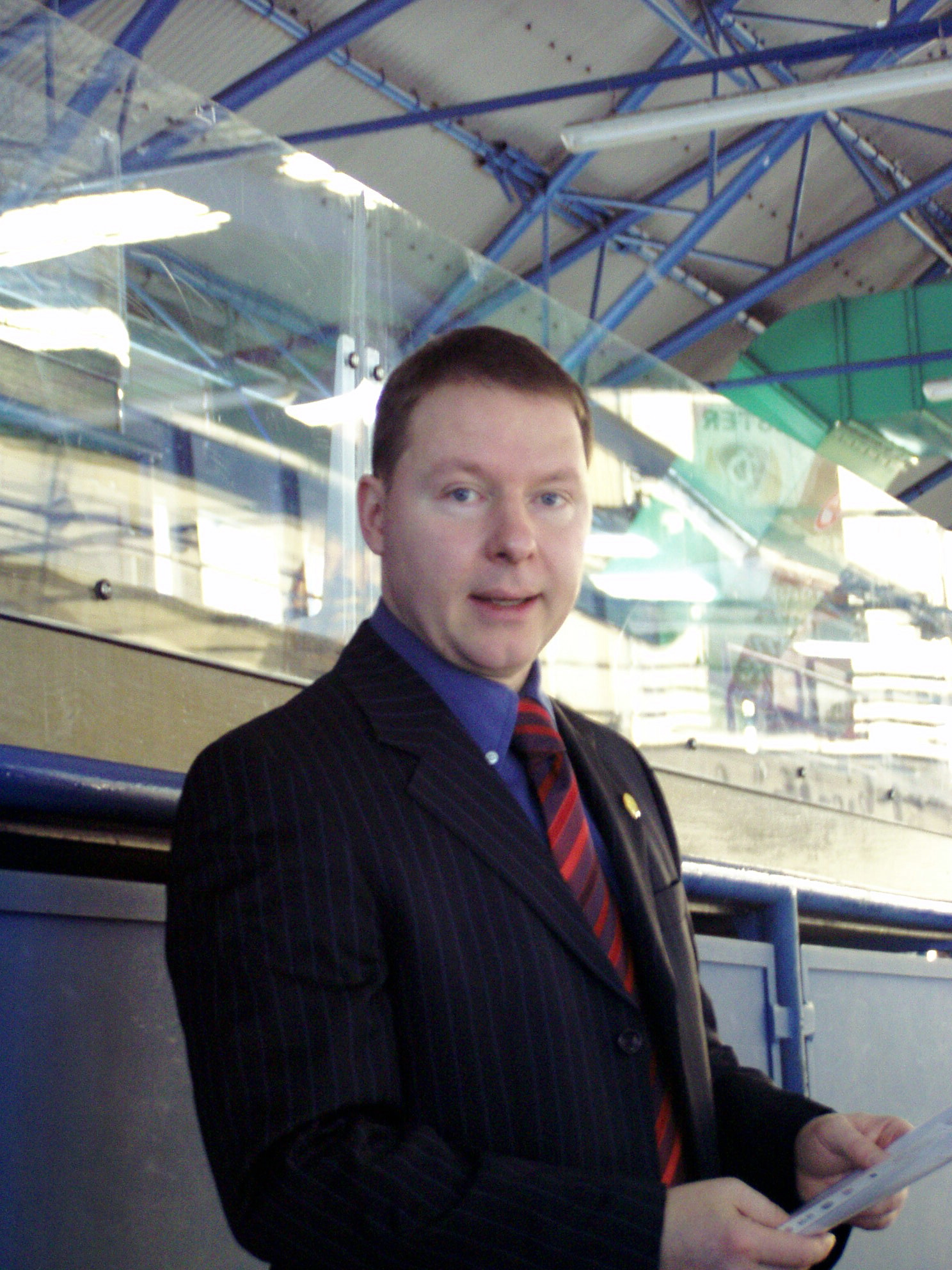
Александер Кёниг в качестве судьи на чемпионате Германии 2006 года.

Семья Александера Кёнига в 1969 году переехала из Айленбурга в Берлин. Здесь Александр начал заниматься фигурным катанием. Он представлял клуб СК «Динамо» Берлин. Одним из его первых тренеров была Инге Вишневски.
Начинал карьеру Александер Кёниг как одиночник, в качестве которого он стал третьим на чемпионате мира среди юниоров в 1982 году.
В 1985 году Кёниг перешёл в парное катание и его партнёршей стала Пегги Шварц. Тренировала их Хайдемари Штайнер-Вальтер. С первых же лет пара освоила сложный для того времени тройной тулуп. Наибольшим успехом в парном катании у них стала была бронзовая медаль на чемпионате Европы 1988 года. Они трижды участвовали в Олимпиадах, и все три раза занимали 7-е место.
В 1990 году Пегги Шварц и Александер Кёниг перешли тренироваться к Кнуту Шуберту. В 1994 году пара распалась, так как Пегги Шварц была беременна. Александер Кёниг закончил свою любительскую карьеру.
С 1985 по 1988 году Александер Кёниг изучал гастрономию. С 1994 по 1997 год он учился на тренера в Кёльне. Он имеет лицензию тренера DEU (Федерация фигурного катания Германии). Уже во время учебы он работал в качестве тренера в Штутгарте, затем в Хемнице, а с 2001 по 2008 год работал в Берлине. Он также является судьёй в фигурном катании и техническим специалистом ИСУ. Летом 2008 года Александер переехал в Оберстдорф и сейчас тренирует там.
Кроме того, с 1983 года Кёниг увлекается живописью и было несколько выставок его картин.

## Спортивные достижения

### Результаты в парном катании
(с П. Шварц)
| Соревнования               | 1986—87 | 1987—88 | 1988—89 | 1989—90 | 1990—91 | 1991—92 | 1992—93 | 1993—94 |
| -------------------------- | ------- | ------- | ------- | ------- | ------- | ------- | ------- | ------- |
| Зимние Олимпийские игры    |         | 7       |         |         |         | 7       |         | 7       |
| Чемпионаты мира            |         |         | 4       | 10      | 7       | 6       | 12      | 9       |
| Чемпионаты Европы          |         | 3       |         | 4       |         | 5       | 5       | 7       |
| Чемпионаты Германии        |         |         |         |         | 2       | 1       | WD      | 2       |
| Чемпионаты ГДР             | 3       | 1       |         |         |         |         |         |         |
| Skate America              |         |         |         | 3       |         | 3       |         |         |
| Skate Canada International |         | 2       |         | 4       |         |         |         |         |
| Nations Cup                |         |         | 2       |         |         |         |         |         |
| NHK Trophy                 |         |         |         |         | 7       |         |         |         |

### Результаты в одиночном катании
| Соревнования                  | 1981 | 1982 | 1983 | 1984 |
| ----------------------------- | ---- | ---- | ---- | ---- |
| Чемпионаты Европы             |      | WD   |      |      |
| Чемпионаты мира среди юниоров |      | 3    |      |      |
| Чемпионаты ГДР                | 3    |      | 3    | 2    |

- WD = снялся с соревнований